# Лада Ганна Яківна
Ганна Яківна Лада (нар. 3 січня 1940, село Андріївка, тепер Роменського району Сумської області) — українська радянська діячка, головний агроном колгоспу «Комуніст» Роменського району Сумської області. Депутат Верховної Ради УРСР 11-го скликання.

## Біографія
Освіта вища. Закінчила Харківський сільськогосподарський інститут імені Докучаєва.
З 1957 року — колгоспниця колгоспу імені Шевченка села Андріївка Роменського району Сумської області. З 1959 року — бібліотекар у селі Андріївці Роменського району Сумської області. 
З 1965 року — агроном, головний агроном колгоспів імені Калініна та імені Петровського села Попівщина Роменського району Сумської області.
Член КПРС з 1972 року.
З 1976 року — головний агроном колгоспу «Комуніст» села Бобрик Роменського району Сумської області. З 1992 року — головний агроном колективного сільськогосподарського підприємства «Бобрицьке» села Бобрик Роменського району Сумської області.
Потім — на пенсії в селі Бобрик Роменського району Сумської області.

## Нагороди
- орден «Знак Пошани» (1971)
- ордени
- медалі